# برونو
شهر برونو (به فرانسوی: Brunehaut) در شهرستان تورنه در استان انو در منطقه فدرال والوون در کشور بلژیک واقع شده‌است.